# Um Sonho a Mais
Um Sonho a Mais é uma telenovela brasileira produzida e exibida pela TV Globo de 4 de fevereiro a 2 de agosto de 1985, em 153 capítulos. Substituiu Vereda Tropical e foi substituída por Ti Ti Ti, sendo a 34ª "novela das sete" exibida pela emissora.
Escrita por Daniel Más com a colaboração de Mário Prata e Dagomir Marquezi, foi inspirada na peça teatral Volpone, de Ben Jonson. Contou com argumento e supervisão de texto de Lauro César Muniz e direção de Roberto Talma, Carlos Magalhães, Mário Márcio Bandarra e Luca de Castro. A direção geral e de núcleo foram de Roberto Talma.
Contou com Ney Latorraca, Sílvia Bandeira, Marco Nanini, Fúlvio Stefanini, Susana Vieira, Maitê Proença, Edson Celulari e Tássia Camargo.

## Enredo
Antônio Carlos Volpone (Ney Latorraca) é acusado de matar o dr. Telles, pai de sua noiva, Stella (Sylvia Bandeira). Para se livrar da acusação, foge do Brasil com seu amigo Mosca (Marco Nanini), faz fortuna e passa a viver no Egito. Stella casa-se com o rival de Volpone, Orlando Aranha (Fúlvio Stefanini), e tem uma filha, Mônica (Tássia Camargo).
Vinte anos depois, Volpone vê Stella e Mônica passeando pelo Cairo, sente que continua a amá-la e decide voltar ao Brasil.
Para não ser preso, cria uma farsa, afirmando que está com uma grave doença e que, por isso, tem que viver em uma redoma de plástico e, como está moribundo, procura um herdeiro. Sua chegada ao Rio de Janeiro atrai a atenção da imprensa, em especial da repórter Amélia Bicudo (Cissa Guimarães), que passa a investigar sua vida. Todos pensam que Volpone está em prisão domiciliar.
Enquanto um ator fica dentro da bolha de plástico no lugar de Volpone, este circula disfarçado entre seus antigos amigos e inimigos, investigando quem é o verdadeiro assassino, tentando se reaproximar de Stella e vivendo várias aventuras. Volpone assume personalidades como a secretária Anabela Freire, o médico Nilo Peixe, o advogado Augusto Mello Sampaio e o motorista André Silva, tudo isso escudado por seu fiel amigo Mosca, que quer fugir para o Paraguai a todo custo. A verdadeira assassina do pai de Stella é Renata (Susana Vieira).

## Elenco
| Interprete          | Personagem                                                                                         |
| ------------------- | -------------------------------------------------------------------------------------------------- |
| Ney Latorraca       | Carlos Volpone / Anabela Freire / Dr. Nilo Peixe / Moribundo / André Silva / Augusto Mello Sampaio |
| Fúlvio Stefanini    | Orlando Aranha                                                                                     |
| Marco Nanini        | Jurandir de Souza (Mosca) / Florisbela Freire                                                      |
| Sílvia Bandeira     | Stella Aranha                                                                                      |
| Susana Vieira       | Renata Aranha Menezes                                                                              |
| Edson Celulari      | Joaquim Bueno de Andrade                                                                           |
| Maitê Proença       | Valéria Moura Góes                                                                                 |
| Tássia Camargo      | Mônica Aranha                                                                                      |
| Roberto Bataglin    | Emílio Mendes                                                                                      |
| José Lewgoy         | Guilherme Menezes (Neném)                                                                          |
| Yara Amaral         | Beatriz Guimarães                                                                                  |
| Carlos Kroeber      | Pedro Ernesto Martins                                                                              |
| Cissa Guimarães     | Amélia Bicudo                                                                                      |
| Narjara Turetta     | Suelen Amado                                                                                       |
| Antônio Pedro       | Luiz (Lula) / Clarabela Freire                                                                     |
| Tamara Taxman       | Dorothy                                                                                            |
| Anselmo Vasconcelos | Edgar Chaves                                                                                       |
| Anselmo Vasconcelos | Edson Chaves                                                                                       |
| Cláudia Magno       | Regina                                                                                             |
| Ernesto Piccolo     | Barrão                                                                                             |
| Maria Helena Dias   | Magda                                                                                              |
| Tony Ferreira       | Afonso                                                                                             |
| Henriqueta Brieba   | Dona Guiomar                                                                                       |
| Lupe Gigliotti      | Olívia Krauss                                                                                      |
| Paulette            | Julião                                                                                             |
| Cinira Camargo      | Nona Martins                                                                                       |
| Edson Silva         | Jaime                                                                                              |
| Márcia Porto        | Sandra                                                                                             |
| Tânia Gomide        | Glenda                                                                                             |
| Marcelo Ibrahim     | Dagoberto (Beto)                                                                                   |
| Lys Beltrão         | Isabel                                                                                             |
| Chaguinha           | Mário Alberto                                                                                      |

### Elenco de apoio
- Ricardo Zambelli - Felipe
- Aracy Balabanian - Isolda
- José Wilker - Editor do Jornal do Amanhã
- Patrício Bisso - Olga del Volga
- Eva Wilma
- David Pinheiro - Álvaro
- Roberto Orozco
- Eliana Ovalle - Sônia
- Henrique Martins
- Mário Lago - Médico
- Milton Gonçalves - Médico
- Maria Helena Dias - Magda
- Ary França - Sérgio
- Silas Andrade - Chantagista
- Paulinho de Tarso - Paulinho (Paulo)
- Paulão - Toroba
- Emile Eddé - Cássio Noronha
- Ângela Leal
- Luiz Armando Queiróz
- Cláudio Mamberti - Andrade
- Leina Krespi
- Marcus Vinícius - Magalhães
- Carlos Gregório - Dr. Mateus
- Jorge Coutinho - irmão de Olívia
- Rubens Corrêa - Dr. Telles

## Produção
Inspirada na peça Volpone, de Ben Jonson e com argumento de Lauro César Muniz, a Globo encarregou a Daniel Más a missão de escrever a trama. Foi sua primeira experiência como autor de novelas e visto como uma aposta pela Globo. O estilo de Más não agradou à direção da emissora e nem aos telespectadores e ele foi afastado a partir do capítulo 38.
A novela também sofreu com a censura do governo federal, que envolvia a personagem Anabela, um dos disfarces de Volpone. O governo não permitiu que fosse exibido o casamento da personagem com Pedro Ernesto (Carlos Kroeber). Porém os personagens deram um selinho discreto, sendo considerado o primeiro beijo entre dois homens na televisão brasileira.

## Audiência
Com 50 pontos de audiência, a novela foi considerada um fracasso. As inovações do autor Daniel Más, um espanhol naturalizado brasileiro, em seu primeiro folhetim, causaram rejeição junto ao público, que não se identificou nem com os personagens, nem com o enredo da trama. Por conta disso, Más acabou afastado da produção, tendo sido substituído por Lauro César Muniz a partir do capítulo 38. Muniz reduziu a participação dos "ricaços" e implementou mais suspense ao longo da trama, no final dos capítulos. Tais esforços, entretanto, não surtiram o efeito esperado.

## Trilha sonora

### Nacional
1. "Chuva de Prata" - Gal Costa e Roupa Nova (tema de Valéria)
2. "Mais Que Um Sonhador" - Degradée (tema de Mônica e Joaquim)[1]
3. "Infinito - Djavan (tema de Renata e Guilherme)
4. "Me Liga" - Os Paralamas do Sucesso
5. "Me Leva Pra Casa" - Joe (tema de Mônica e Joaquim)
6. "Leva" - Tim Maia (tema de Stella)
7. "Whisky a Go Go" - Roupa Nova (tema de abertura)
8. "Egotrip" - Blitz
9. "Shy Moon" - Caetano Veloso (part. esp. Ritchie) (tema de Volpone)
10. "Menino Bonito" - Wanderléa (tema de Emílio)
11. "Juntos" - Ivan Lins (part. esp. George Benson)
12. "Corações Psicodélicos" - Lobão e os Ronaldos
13. "Vivendo Ilusão" - Rádio Táxi
14. "Garota do Ano" - Arnaldo Brandão (part. esp. Brylho) (tema de Mônica)

### Internacional
1. "Love Is Love" - Culture Club (tema de Valéria)
2. "Together In Electric Dreams" - Giorgio Moroder e Philip Oakey (tema de locação)
3. "Private Dancer" - Tina Turner (tema de Renata)
4. "Smalltown Boy" - Bronski Beat
5. "Steady" - Jules Shear (tema de Mônica e Joaquim)
6. "Do You Wanna Dance?" - Geraldine
7. "Theme From "Summer Of '42" (The Picasso Suite)" - Michel Legrand (tema de Stella)
8. "I Want To Know What Love Is" - Foreigner (tema de Volpone e Stella)
9. "Invisible" - Alison Moyet (tema de Sandra)
10. "I Can Wait Forever" - Air Supply (tema de Mônica e Joaquim)
11. "Boys Make Me Nervous" - Heartbreak U.S.A.
12. "Nobody Loves Me Like You Do" - Whitney Houston e Jermaine Jackson
13. "Love Hunger" - Tina Charles (tema de locação)
14. "Sex Over The Phone" - Village People